# Macaranga kingii
Macaranga kingii är en törelväxtart som beskrevs av Joseph Dalton Hooker. Macaranga kingii ingår i släktet Macaranga och familjen törelväxter. Inga underarter finns listade i Catalogue of Life.